# Osobní finance
Osobní finance jsou finance aplikované do rozhodování v rámci jednotlivce nebo rodiny (oproti firemním nebo též korporátním financím).
Osobní finance se dotýkají způsobů, kterými jednotlivci nebo rodiny:
- získávají peníze (příjem / rodinný příjem)
- řeší vlastní (nebo rodinný) rozpočet
- šetří
- utrácejí

v průběhu času, přičemž berou v úvahu různé finanční situace, rizika a životní situace, které mohou v budoucnu nastat a které se jich budou bezprostředně týkat.
Do osobních financí mohou patřit:
- transakční a spořicí účty
- kreditní a debetní karty
- spotřebitelské úvěry
- investice na burze
- starobní důchod
- benefity sociálního zabezpečení
- životní a jiná pojištění
- správa daně z příjmu

## Plánování osobních financí
Klíčovou komponentou osobních financí je finanční plánování, což je dynamický proces, který vyžaduje pravidelnou kontrolu a znovuvyhodnocování. Obecně sestává z těchto pěti kroků:
1. Zhodnocení situace
2. Nastavení cílů
3. Vytvoření plánu
4. Vykonání plánu
5. Monitorování a znovuzhodnocování

## Oblasti osobních financí
1. Finanční pozice
2. Adekvátní ochrana
3. Daňové plánování
4. Investiční a akumulační cíle
5. Plánování důchodu
6. Plánování spojené s pozemky a nemovitostmi